# Stefan Wölfer
Stefan Wölfer (* 8. Dezember 1896 in Kohfidisch; † 3. Jänner 1979 in Güssing) war ein österreichischer Politiker (SPÖ) und Maurer. Wölfer war verheiratet und von 1947 bis 1949 Abgeordneter zum Burgenländischen Landtag.
Wölfer wurde als Sohn der Landarbeiterin Theresia Wölfer aus Kohfidisch geboren. Er lernte nach dem Besuch der Volksschule in Güssing den Beruf des Maurers und leistete während des Ersten Weltkriegs von 1916 bis 1918 seinen Militärdienst. Danach war er als Mineur in einem Kohlebergwerk in Ungarn beschäftigt, bevor er ab 1921 beruflich wieder als Maurer im Burgenland aktiv war. Zwischen 1930 und 1945 arbeitete er als Baupolier in Güssing, danach war er von 1947 bis 1961 Vertragsbediensteter des Güssinger Baubezirksamts.
Wölfer engagierte sich in der Zwischenkriegszeit in der Bauarbeitergewerkschaft und in der Sozialdemokratischen Partei, wobei er zwischen 1927 und 1934 als Gemeinderat in Güssing aktiv war. Ab 1945 arbeitete er in der SPÖ-Bezirksorganisation Güssing mit und hatte von 1947 bis 1953 das Amt des Bezirksparteiobmanns inne. Er war zudem Gemeinderat und Vizebürgermeister in Güssing und vertrat die SPÖ zwischen dem 9. Oktober 1947 und dem 4. November 1949 im Burgenländischen Landtag, nachdem er für Johann Kranitz in den Landtag nachgerückt war.